# Marie Kollenrott
Marie-Christine Kollenrott (* 16. Juli 1984 in Hamburg) ist eine deutsche Politikerin (Bündnis 90/Die Grünen). Seit 2021 ist sie Mitglied des Niedersächsischen Landtages.

## Leben
Kollenrott wuchs im Wendland auf. Nach dem Abitur im Jahre 2004 in Lüchow studierte sie Politik- und Rechtswissenschaften an der Universität Göttingen.

## Politische Aktivitäten und Laufbahn
Kollenrott trat 2005 in die Partei Bündnis 90/Die Grünen ein. Sie war von 2006 bis 2011 Mitglied des Stadtrates von Göttingen und von 2011 bis 2017 Vorstandssprecherin des Kreisverbandes Göttingen der Grünen.
Bei der Landtagswahl in Niedersachsen 2013 kandidierte Marie Kollenrott für die Grünen im Wahlkreis Duderstadt und auf Platz 27 der Landesliste. Sie errang kein Mandat, sondern leitete von 2013 bis 2016 das Abgeordnetenbüro des damaligen Umweltministers Stefan Wenzel. Danach arbeitete sie zunächst als politische Beraterin beim Institut für Organisationskommunikation (IFOK), bis 2021 dann beim Landesverband Erneuerbare Energien Niedersachsen-Bremen e. V. als Stellvertreterin von Geschäftsführerin Silke Weyberg.
Bei der Landtagswahl 2017 war Kollenrott erneut Direktkandidatin der Grünen im Wahlkreis Duderstadt. Auf Platz 17 der Landesliste verpasste sie zunächst wiederum den Einzug in den Landtag, rückte jedoch am 13. Oktober 2021 für Helge Limburg, der in den 20. Deutschen Bundestag gewählt worden war, in das Landesparlament nach.
Bei den Kommunalwahlen 2021 trat Marie Kollenrott als grüne Kandidatin für das Amt des Landrates des Landkreises Göttingen an. Auf sie entfielen 18,6 % der Stimmen, sodass sie nicht in die Stichwahl gelangte. Bei der Landtagswahl in Niedersachsen 2022 gewann sie das Direktmandat im Landtagswahlkreis Göttingen-Stadt.

## Kontroversen
Bei einer Veranstaltung im Rahmen der Proteste gegen Rechtsextremismus positionierte sich Kollenrott im Januar 2024 in Göttingen vor einem englischsprachigen Banner, welches u. a. die Forderung zum „Kampf gegen Polizisten“ aufführte und platzierte das Foto in Sozialen Medien. Nach öffentlichen Protesten, u. a. von der Deutschen Polizeigewerkschaft, wurde es von ihr wieder gelöscht. Später gab sie an, lediglich aus Unachtsamkeit so gestanden zu haben und distanzierte sich inhaltlich von dem Plakat.